# Biblioteca goală

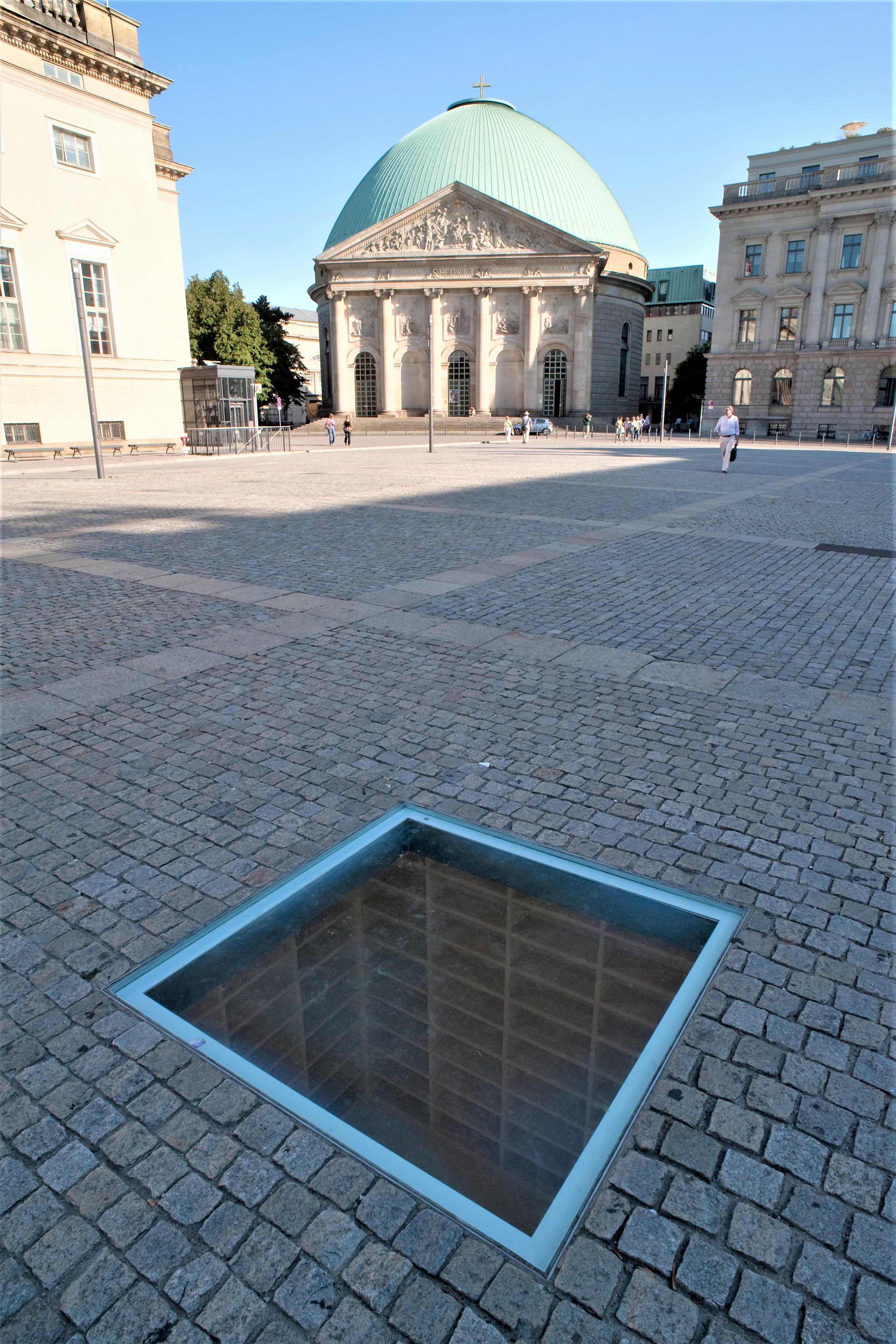
Memorialul, cu Catedrala Sf. Hedviga în plan secund

Biblioteca goală, oficial Monumentul în amintirea arderii cărților (în germană Denkmal zur Erinnerung an die Bücherverbrennung), este o operă de artă realizată în 1995 de sculptorul israelian Micha Ullman pentru comemorarea arderilor de cărți organizate de naziști în Berlin, la 10 mai 1933. Memorialul este așezat în pavajul pieței și arată o mulțime de rafturi golite de cărți.
Monumentul este situat în centrul Berlinului, în dreptul Catedralei Sfânta Hedviga. La 10 mai 1933 Uniunea Studenților Național-Socialiști și mulți profesori de la Universitatea Friedrich-Wilhelm (azi Humboldt-Universität) acompaniați muzical de orchestrele SA și SS, au ars peste 20.000 de cărți, cărți în principal scrise de autori evrei, comuniști, liberali și critici sociali. Incendierea a avut loc în fața unui public numeros lângă Biblioteca Universității, în mijlocul fostei Kaiser-Franz-Josef-Platz (1911–1947), acum Bebelplatz.

## Concept

### Context istoric
La 6 aprilie 1933 biroul pentru presă și propagandă al Asociației Studenților Germani Naziști a anunțat o inițiativă la nivel național „împotriva spiritului negerman”, culminând într-o epurare (Säuberung) sau curățare prin foc. Organizațiile locale ale grupului au fost însărcinate cu distribuirea listelor negre literare, care includeau literatură evreiască, marxistă, socialistă, anti-familială și antigermană și au planificat ceremonii mărețe pentru ca publicul să adune și să elimine materialele considerate inacceptabile. La Berlin, Uniunea Studenților Germani a organizat sărbatoarea arderilor de cărți pe 10 mai 1933 într-o seară întunecată și ploioasă. 40.000 de oameni s-au înghesuit în Bebelplatz în timp ce 5.000 de studenți germani au mărșăluit cu torțe aprinse pentru a aprinde mormanul de cărți confiscate pentru eveniment. Joseph Goebbels, ministrul german pentru Educație de masă și Propagandă, a luat cuvântul la eveniment, declarând că „era intelectualismului evreiesc exagerat este acum pe sfârșite… iar viitorul om german nu va fi doar un om al cărților… în această oră târzie [eu] încredințez flăcărilor gunoiul intelectual al trecutului”. În acea lună au mai avut loc încă treizeci și patru de arderi de cărți în Germania.

### Inaugurare
În anul 1993, cu ocazia celei de-a 60-a aniversări a arderii cărților din Bebelplatz, Senatul orașului Berlin pentru construcții și locuințe a invitat treizeci de artiști să participe la un concurs de design pentru acest monument. Prezentarea subtilă a artistului israelian Micha Ullman a fost selectată drept câștigătoare. Ullman, a cărui lucrare tratează frecvent teme ale absenței și memoriei, a propus să sape un memorial pe suprafața Bebelplatz, creând astfel un gol. Monumentul a fost dezvelit pe 20 mai 1995. 

## Proiect

### Aspect

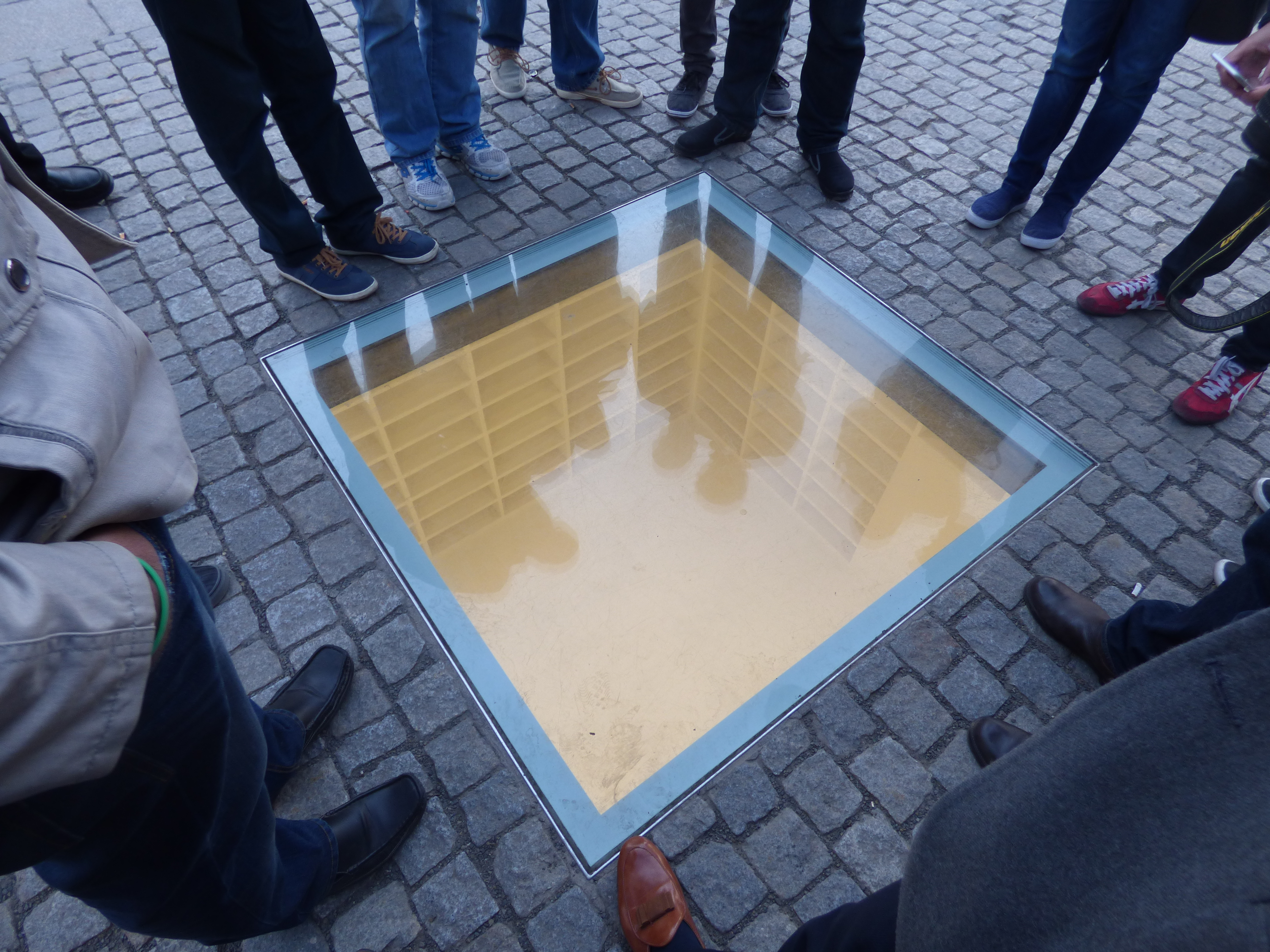
Vizitatorii privesc prin sticlă în biblioteca de mai jos

Biblioteca goală este formată dintr-o cameră subterană de 5 metri pe 5 metri, căptușită cu rafturi albe goale, sub o placă de sticlă pe pavajul pieței. Memorialul exemplifică ceea ce istoricul de artă James E. Young numește „formă negativă”, scufundându-se în pavajul Bebelplatz pentru a crea un gol. Amplasarea camerei sub pavajul pieței îi obligă pe spectatori să-și întindă gâtul pentru a privi în memorial. Spațiul creat este aproximativ egal cu cel al volumului celor 20.000 de cărți arse pe acel loc la 10 mai 1933. Spațiul din interiorul monumentului este dotat cu aer condiționat pentru a preveni condensul pe geamul de sticlă care se află la nivelul suprafeței pieței și rămâne luminat continuu. În timp ce Biblioteca goală poate fi dificil de observat în timpul zilei, noaptea ea luminează Bebelplatz cu o lumină albă ciudată.

### Amplasare
Memorialul lui Ullman este situat în Bebelplatz din districtul Mitte din Berlin, Germania. Situat în fața fostei biblioteci regale și peste drum de Unter den Linden de la Universitatea Humboldt, monumentul se află în aceeași loc unde la 10 mai 1933 au fost arse cărțile.

### Placă

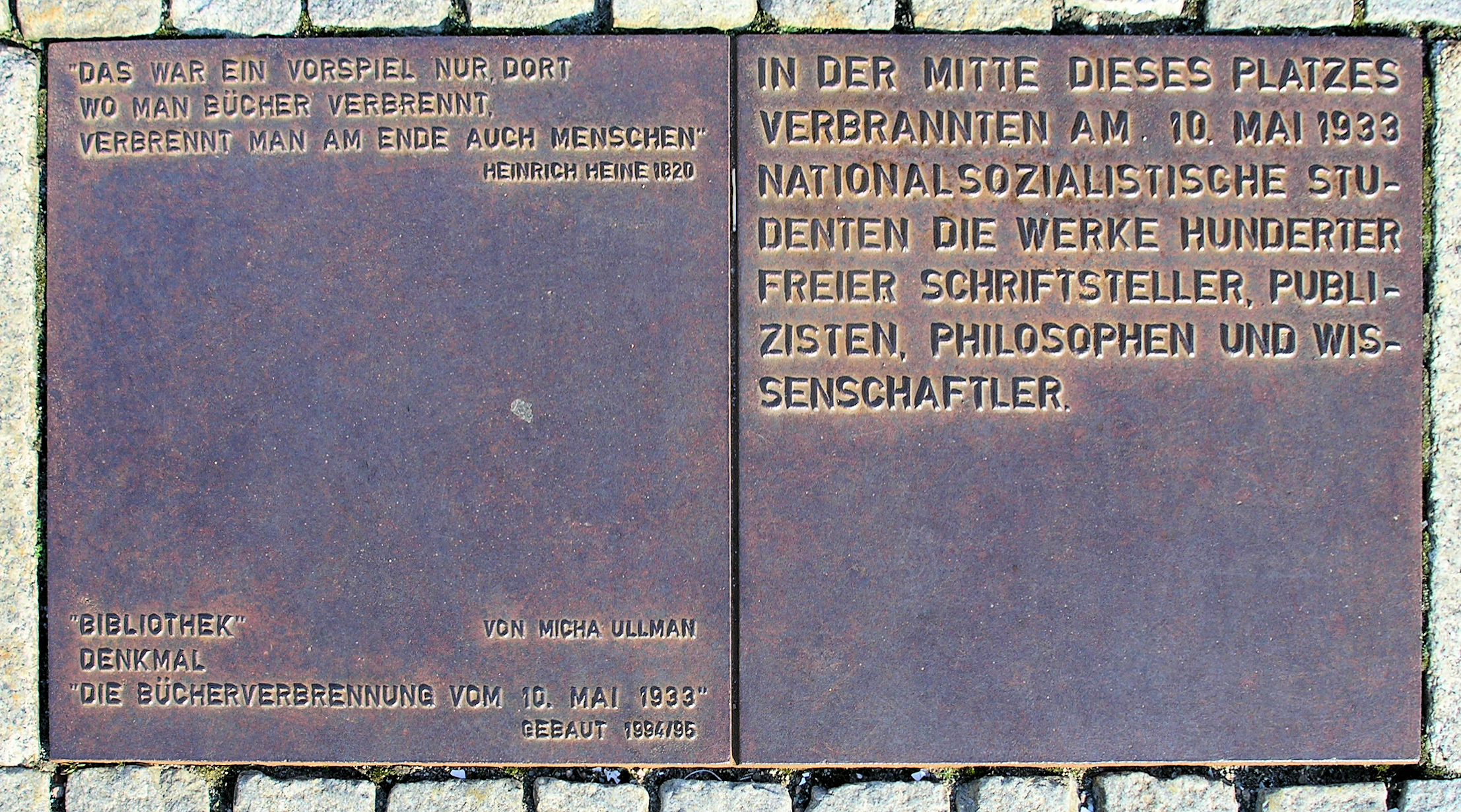
Placă cu citatul Heinrich Heine

La câțiva ani după ce structura principală a memorialului a fost construită, o placă de bronz a fost încrustată în pavaj la câțiva metri distanță. Gravat cu un citat din piesa autorului german-evreu Heinrich Heine, Almansor (1820), conține mesajul înfiorător:
Acesta a fost doar un preludiu;
unde ard cărți,

în cele din urmă vor arde și oamenii.
Deși cuvintele lui Heine sunt remarcabil de profetice în contextul Holocaustului, copii ale operelor sale, care au fost incluse pe listele negre literare naziste, au fost probabil distruse în timpul incendierii cărților de la Berlin.

## Întreținere
Costurile pentru îngrijirea și întreținerea memorialului (de exemplu, geamul special din sticlă trebuie înlocuit la fiecare trei luni) sunt acoperite de Wall AG.

## Controversă
La ani de la construirea memorialului, sub Bebelplatz a fost construit un garaj. Ullman a fost un oponent vocal al construcției, invocând îngrijorările cu privire la rezonanța filozofică a monumentului ca o schimbare a vidului. Garajul conține o cale de acces care permite lucrătorilor de întreținere să curețe monumentul de două ori pe an.

## Galerie

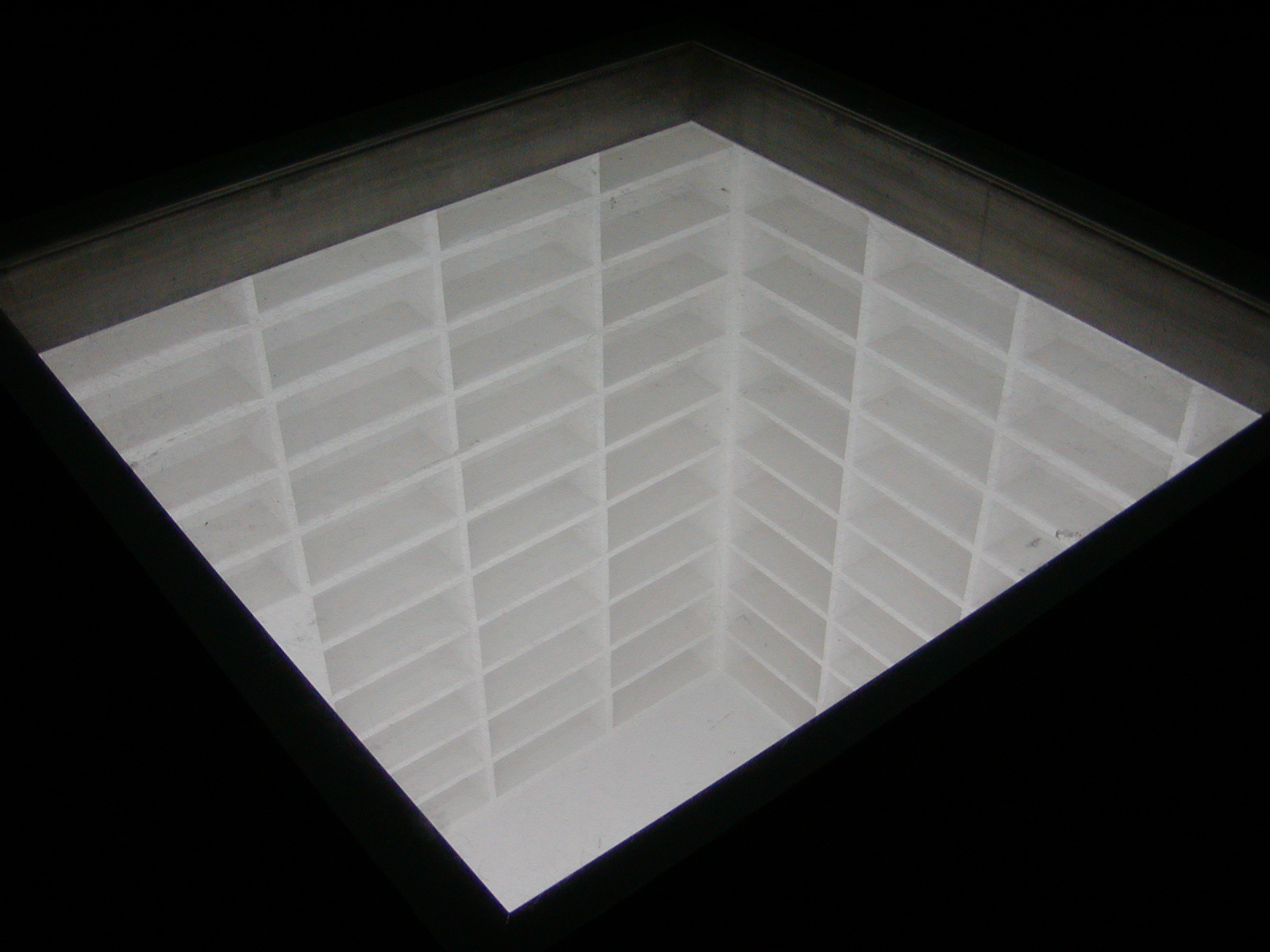
Vedere în monument; puternic luminat noaptea
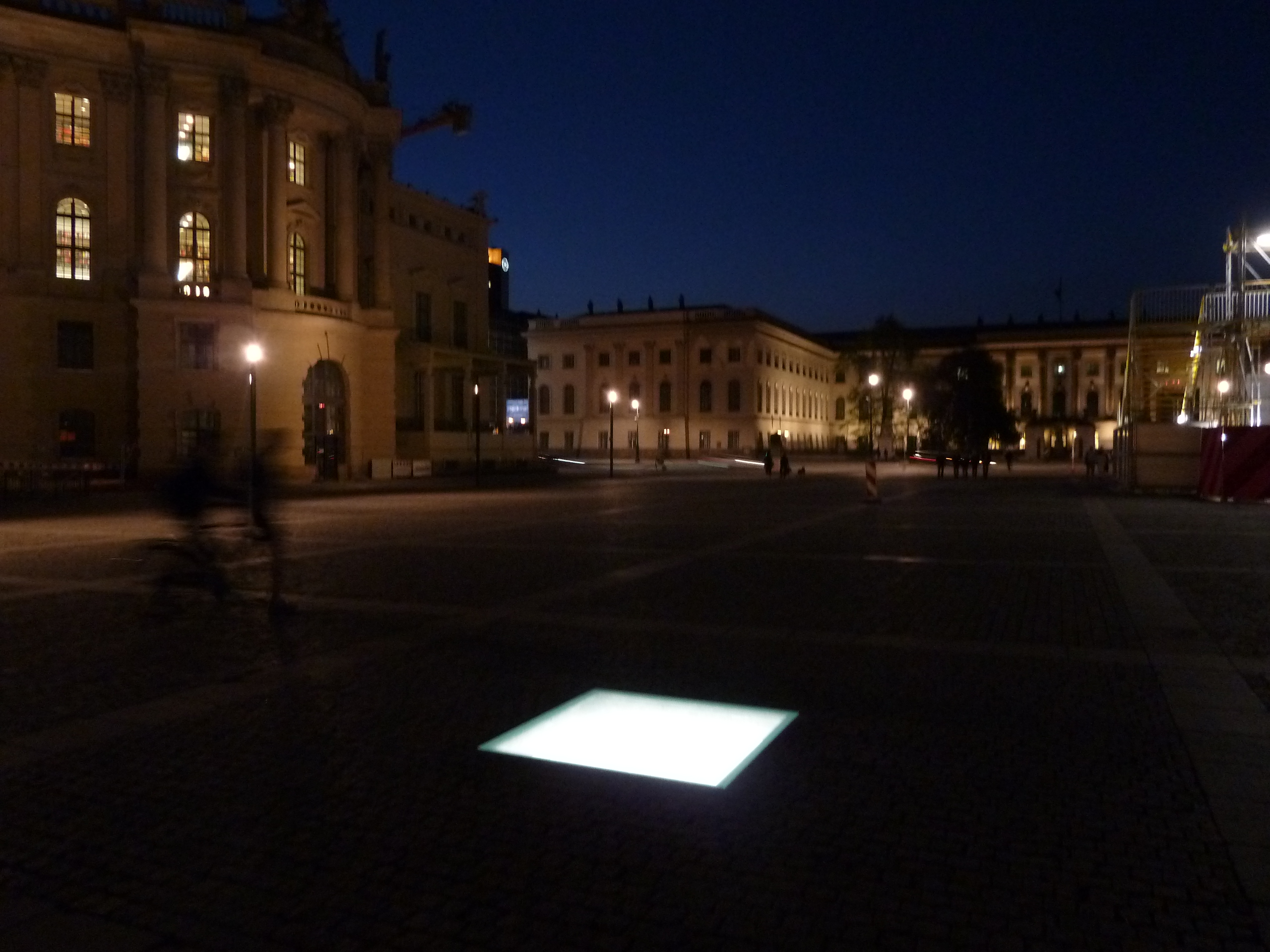
Bebelplatz noaptea